# 젤웨거 증후군
젤웨거 증후근은 ‘뇌간신장 증후군’(cerebrohepatorenal syndrome)이라고도 불리는 드문 선천성 질병이다. 이 질병은 각 개인의 세포내에 있어야 할 과산화소체의 기능이 결핍되거나 감소되는 것을 특징으로 한다. 이것은 ‘젤웨거 스펙트럼’ 장애라고 불리는 백색질형성장애질환 중 하나이다. 젤웨거 증후군은 스위스계 미국인 소아과 의사로서 아이오와 주립대 소아 및 유전학 교수인 한스 젤웨거(Hans Zellweger, 1909-1990년)의 연구에 의해 알려졌다.

## 증상
젤웨거 증후군은 젤웨거 스펙트럼의 과산화물 생체이식 장애(PBD-ZSD)에 속하는 세 가지 과산화수소계 질환 중 하나이다. 젤웨거 스펙트럼에 포함되는 세 가지 과산화 수소계 질환 중 젤웨거 증후근 외의 또 다른 두 가지 질환은 신생아 부신유동증후군(NALD)과 유아정체증후군(IRD)인데 이 세가지 질환 중 젤웨거 증후군이 가장 심각한 질병이다. 젤웨거 증후군은 손상된 뉴런의 이동, 손상된 뉴런 위치 결정에 영향을 받고 두뇌 발달과도 관련이 있는데 특히 젤웨거 증후군을 가진 사람은 마이엘린(특히 뇌)의 감소를 보인다. 마이엘린은 뇌의 신경섬유를 절연하는 역할을 하기 때문에 일반적인 CNS(중추신경계) 기능에 매우 중요하다. 따라서 젤웨거 증후군 환자는 뇌와 관련된 다양한 증상을 겪게 된다. 덧붙여서 젤웨거 증후군 환자는 후 발진 센서부위의 퇴화 때문에 청력과 시력의 점진적으로 상실되는 증상을 겪을 수도 있다. 젤웨거 증후군은 또한 많은 다른 장기 시스템의 기능에 영향을 미칠 수 있다. 환자는 두개골 이상을 보일 수 있고(높은 이마, 저염소성 눈썹뼈 돌출, 내안각주름, 안면 형성저하증), 간비대증, 점상 연골형성장애, 비정상적인 눈기능, 신낭포 등의 증상을 겪는다. 젤웨거 증후군에 걸린 신생아들은 심각한 저혈압증, 발작, 무호흡 등의 증상을 겪을 수 있다.

## 원인
젤웨거 증후군은 과산화물체의 정상적인 조립에 필요한 단백질인 과산화물을 인코딩하는 유전자의 돌연변이에 의해 야기되는 기형성 열성 질환이다. 가장 일반적으로 환자들은 PEX1, PEX2, PEX3, PEX5, PEX6, PEX10, PEX12, PEX14, PEX16, PEX19 또는 PEX26 유전자에서 돌연변이를 가진다. 거의 모든 경우에, 환자들은 앞에서 언급한 PEX 유전자의 활동을 비활성화하거나 크게 감소시키는 돌연변이를 가지고 있다. 과산화 기능 저하로 조직과 세포는 매우 긴 체인 지방산(VLCFA)과 보통 과산화질소에서 분해되는 브랑쉬 체인 지방산(BCFA)을 축적할 수 있다. 이러한 지질들의 축적은 위에서 논의한 바와 같이 다중 기관 시스템의 정상적인 기능을 손상시킬 수 있다. 또한, 이러한 젤웨거 증후군 환자들은 뇌와 폐 기능에 특히 중요한 플라스마게일겐, 에테르-인스포올리핀의 부족한 수치를 보일 수 있다.

## 진단
PEX 유전자 배열과 관련된 유전자 검사 외에도, 생화학적 테스트는 젤위거 증후군과 다른 과염소성 질환의 진단에 매우 효과적이라는 것이 입증되었다. 전형적으로 젤위거 증후군 환자들은 혈장에서 매우 긴 체인의 지방산이 상승하는 것을 보여준다. 주로 환자로부터 얻은 배양된 피부 섬유질은 매우 긴 체인 지방산, 손상된 매우 긴 체인 지방산 베타 산화, 피타닉산 알파 산화, 프리스탄산 알파 산화, 플라스마로겐 생합성 작용을 보인다.

## 치료
담즙산 부족으로 인한 영향흡수 불량으로 원소식이 제안되었고, 이는 긴 체인인 트리글리세리드(LCT)에서 도출한 칼로리의 3% 미만의 지방을 함유하고 있다. 그러나 매우 긴 체인의 지방산 감소는 사람들이 대부분의 VLCFA를 내생적으로 생산할 수 있기 때문에 혈중 VLCFA 수치를 감소시키는 것으로 나타나지 않았다. X-ALD 환자에게 Lorenzo의 오일 보충과 함께 식이요법 VLCFA를 줄이면 혈장 VLCFA 수준이 감소한다. 도코사헥사엔산(DHA) 합성이 손상되었기 때문에 DHA 보충이 권장되었지만, 위약 통제 연구는 그 이후로 임상 효능을 나타내지 않았다. 담즙산 합성에 결함이 있기 때문에 비타민 A, D, E, K의 지방 수용성 보충제를 권장한다.

## 예후
현재 젤웨거 증후군에 대한 어떤 치료법도 알려져 있지 않으며, 치료 과정도 표준이 아니다. 폐렴이나 호흡기 질환과 같은 합병증을 예방하기 위해 감염을 경계해야 한다. 다른 치료법은 증상이 나타나고 뒷받침이 된다. 환자들은 보통 1년 이상 살지 못한다.